# 99 av. J.-C.
Cette page concerne l'année 99 av. J.-C. du calendrier julien proleptique.

## Événements
- 20 octobre 100 av. J.-C. (1er janvier 655 du calendrier romain) : début à Rome du consulat de Aulus Postumius Albinus et Marcus Antonius[1].
  - Le consul Marc Antoine l'Orateur obtient la condamnation au bannissement du tribun de la plèbe Sextius Titius, ami de Saturninus[1].
- Fin de l’année : début d'un voyage de Caius Marius en Orient. Par Délos et Éphèse, il se rend à Pessinonte pour réaliser un vœu, puis avance jusqu'en Cappadoce et en Galatie[2]. Il rencontre Mithridate VI, roi du Pont, et le prévient : « Prince, essayez de devenir plus puissant que les Romains, ou faites ce qu'ils vous commandent sans rien dire »[1].
- Désastre de l’expédition chinoise de Li Ling en Mongolie. Cinq mille fantassins sont assaillis par les Xiongnu, battent en retraite mais sont faits prisonniers au détour d’un défilé. Seuls 400 hommes parviennent à s’échapper. Cette défaite en Mongolie est l’occasion pour les lettrés confucéens de critiquer la politique d’expansion et de guerre de l’empereur. L’historien chinois Sima Qian, après avoir provoqué la colère de l’empereur Wu Di en plaidant en faveur de Li Ling, est condamné à être castré ou exécuté. Il choisit de vivre (98 av. J.-C.)[3].
- Ariarathe VIII de Cappadoce est déposé par Mithridate VI qui place son fils sur le trône sous le nom d'Ariarathe IX, qui règne par intermittence jusqu'en 87 av. J.-C.[4].